# 지구조석
지구조석(地球潮汐, earth tide)은 달과 해의 인력으로 인해 지구 표면이 변형을 일으키는 현상을 말한다.

## 개요
지구 내부구조를 아는 방법으로서 비교적 예부터 행하여져 온 것으로는 지구조석이라 하여, 조석의 간만과 마찬가지로 단단한 지구도 태양과 달의 인력에 의해 부풀어지기도 하고 오그라들기도 하는 현상을 연구하는 것이 있다. 이 지구 전체의 신(伸)·축(縮) 가운데 큰 것은 해양조석처럼 반날 및 하루 주기의 운동이지만, 지구의 중심에서는 최대 30cm가량 지면이 승강한다. 이것은 아주 정밀도가 높은 관측이 아니면 알아볼 수 없는 현상이다. 그리고 최종적으로 이 관측에서 판명되는 사실은 전체로서의 지구가 가지는 탄성적(彈性的인 여러 성질이다. 다케우치(竹內均, 1921∼ ? )는 지각·맨틀·핵이라는 구조를 가진 지구의 모델에 대하여 이론적으로 지구조석을 계산하여, 계산치가 실측치(實測値)와 꼭 일치함을 표시하였다. 이 점에서도 지구의 내부구조의 모델은 옳다는 것이 알려졌다(1950).